# Indevillers
Indevillers ist eine französische Gemeinde mit 248 Einwohnern (Stand: 1. Januar 2022) im Département Doubs in der Region Bourgogne-Franche-Comté.

## Geographie
Indevillers liegt auf 722 m, 14 Kilometer nordöstlich von Maîche und etwa 25 Kilometer südsüdöstlich der Stadt Montbéliard (Luftlinie). Das Dorf erstreckt sich im Jura, in einer weiten Mulde auf dem Höhenzug, welcher die französische Fortsetzung des Clos du Doubs bildet und vom Doubs umflossen wird, nahe der Grenze zur Schweiz. Das Gemeindegebiet gehört zum Regionalen Naturpark Doubs-Horloger.
Die Fläche des 22,81 km² großen Gemeindegebiets umfasst einen Abschnitt des französischen Juras. Der zentrale Teil des Gebietes wird von der weiten Mulde von Indevillers eingenommen, die durchschnittlich auf 720 m liegt. Sie ist überwiegend mit Wies- und Weideland bestanden und besitzt keine oberirdischen Fließgewässer, weil das Niederschlagswasser im verkarsteten Untergrund versickert. Die Mulde öffnet sich nach Osten zum Tal des Bief de Fuesse, eines Seitenbaches des Doubs. Flankiert wird die Senke von Indevillers auf der Südseite vom breiten Höhenrücken von La Closure und Champ de la Croix (bis 910 m). Dieser fällt mit steilen, zum Teil von Felsbändern durchzogenen Hängen zum Doubstal ab, wobei der Fluss, der hier eine flache Talniederung von maximal 200 Meter Breite ausgebildet hat, stets die südliche Grenze markiert. 
Nördlich der Mulde von Indevillers steigt das Gelände sanft zur Höhe von Les Essarts an, auf der mit 927 m der höchste Punkt der Gemeinde liegt. Daran schließt im Norden die Hochfläche von Montnoiron an (800 m), die wiederum mit steilen Hängen zum nördlichen Flussabschnitt des Doubs abfällt. Nach Osten erstreckt sich das Gemeindeareal über die Höhe von Chauvilliers bis zur Höhe des Clos du Doubs (895 m).
Zu Indevillers gehören neben dem eigentlichen Ort mehrere Weiler und zahlreiche Einzelhöfe, darunter:
- Chauvilliers (779 m, dt. früher Kallenberg) auf einem Sattel des vom Doubs umflossenen Höhenrückens des Clos du Doubs
- Montnoiron (800 m) auf einer Hochfläche fast 400 m über dem Flusstal des Doubs

Nachbargemeinden von Indevillers sind Fessevillers, Les Plains-et-Grands-Essarts und Courtefontaine im Westen, Vaufrey, Glère und Burnevillers im Norden sowie die schweizerischen Gemeinden Soubey im Osten und Saignelégier im Süden.

## Geschichte
Im Mittelalter gehörte Indevillers zum Gebiet der Grafschaft La Roche von Saint-Hippolyte. Zusammen mit der Franche-Comté gelangte das Dorf mit dem Frieden von Nimwegen 1678 an Frankreich. Chauvilliers (deutsch früher Kallenberg), das 1376 erstmals erwähnt wird, erlebte eine andere Geschichte. Es bildete eine eigene kleine Herrschaft, die zur Kastlanei Saint-Ursanne gehörte und damit dem Fürstbistum Basel unterstand. Im Jahr 1780 wurde Chauvilliers an Frankreich abgetreten und mit Indevillers vereinigt.

## Sehenswürdigkeiten
Die alte Kapelle auf der Südseite der Mulde von Indevillers wurde im 15. Jahrhundert im gotischen Stil erbaut und besitzt heute moderne Glasfenster. Die heutige Dorfkirche zeigt griechisch-korinthische Stilformen und wurde 1842 erstellt.

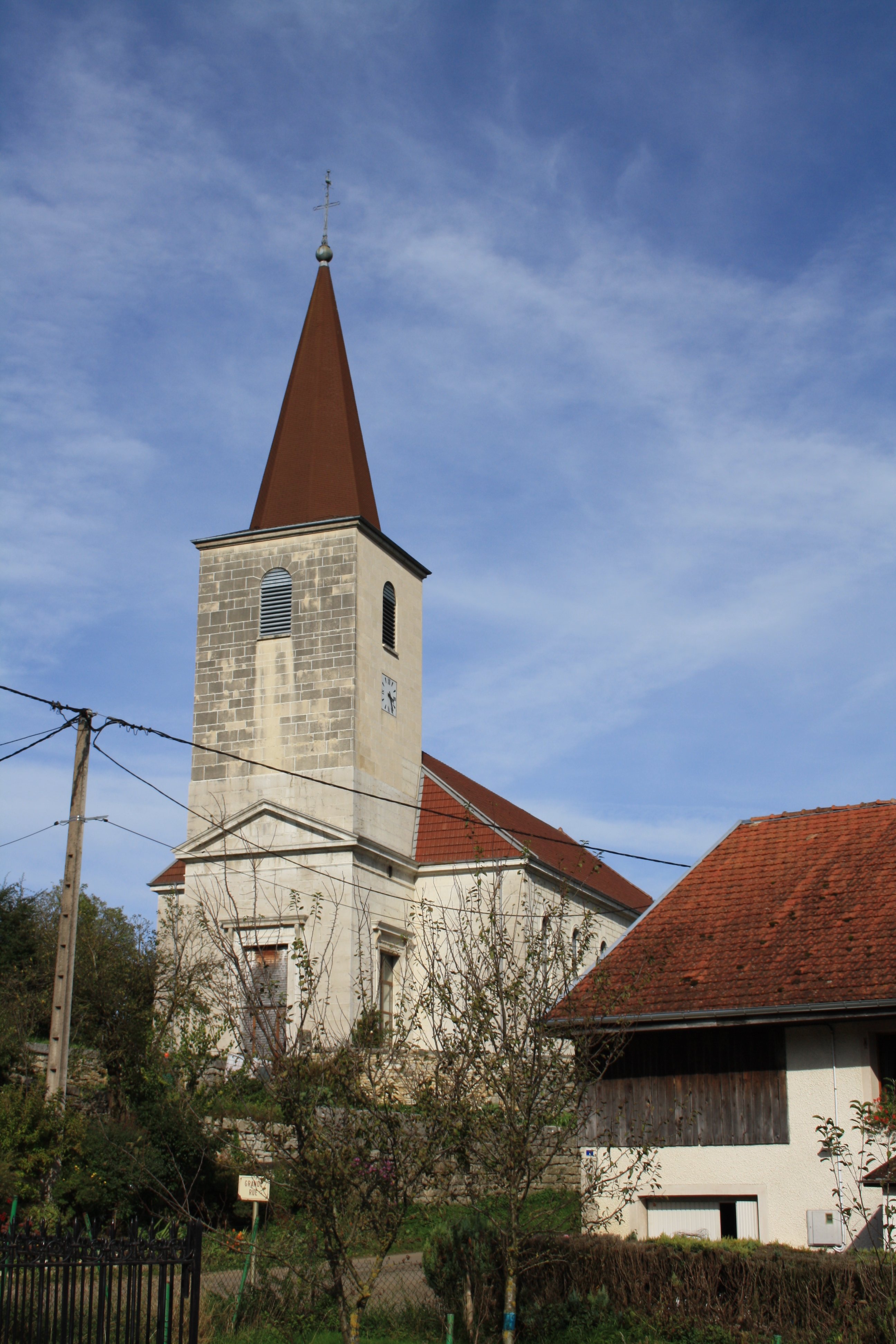
Kirche Sainte-Ursanne
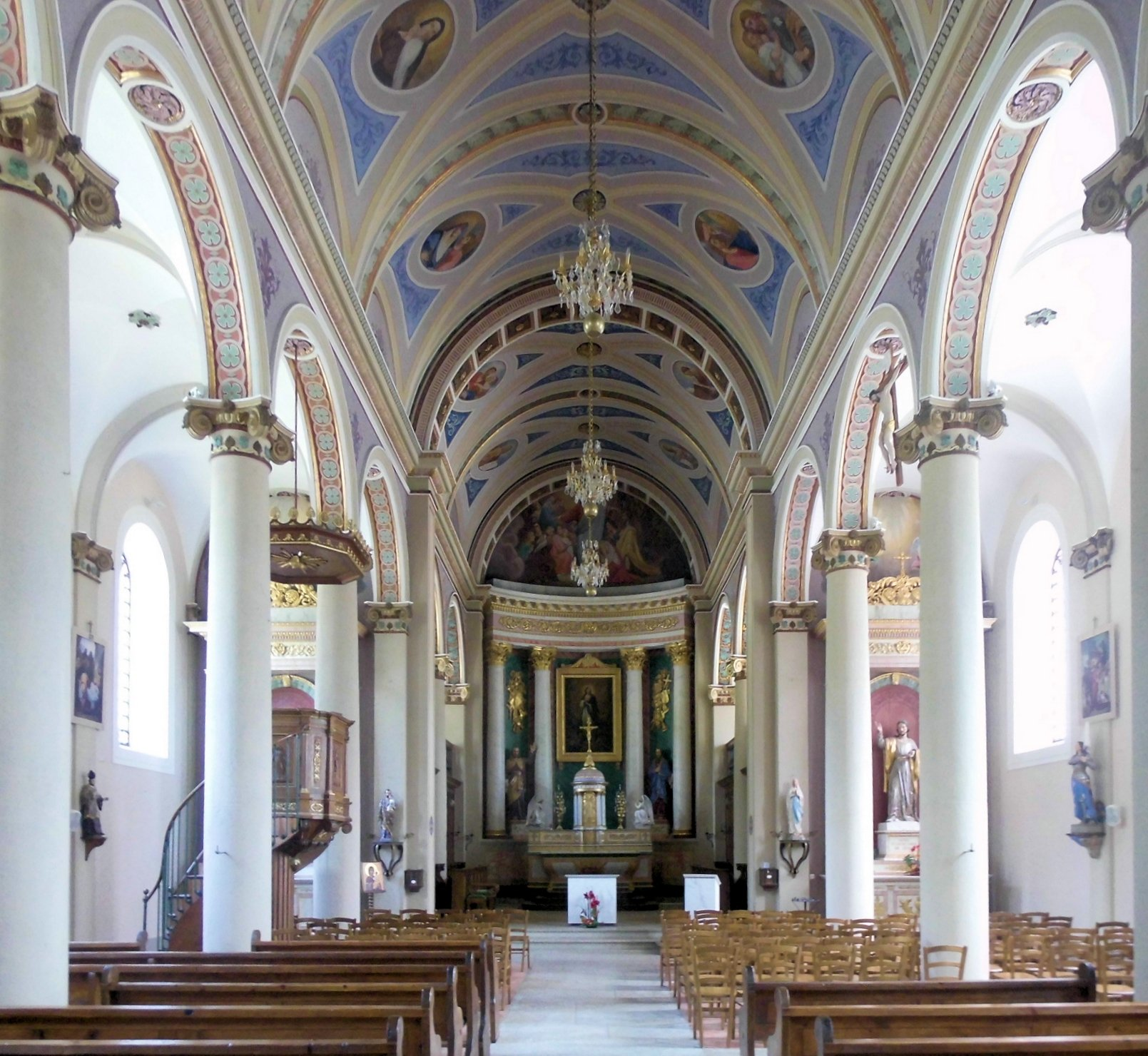
Innenansicht der Kirche
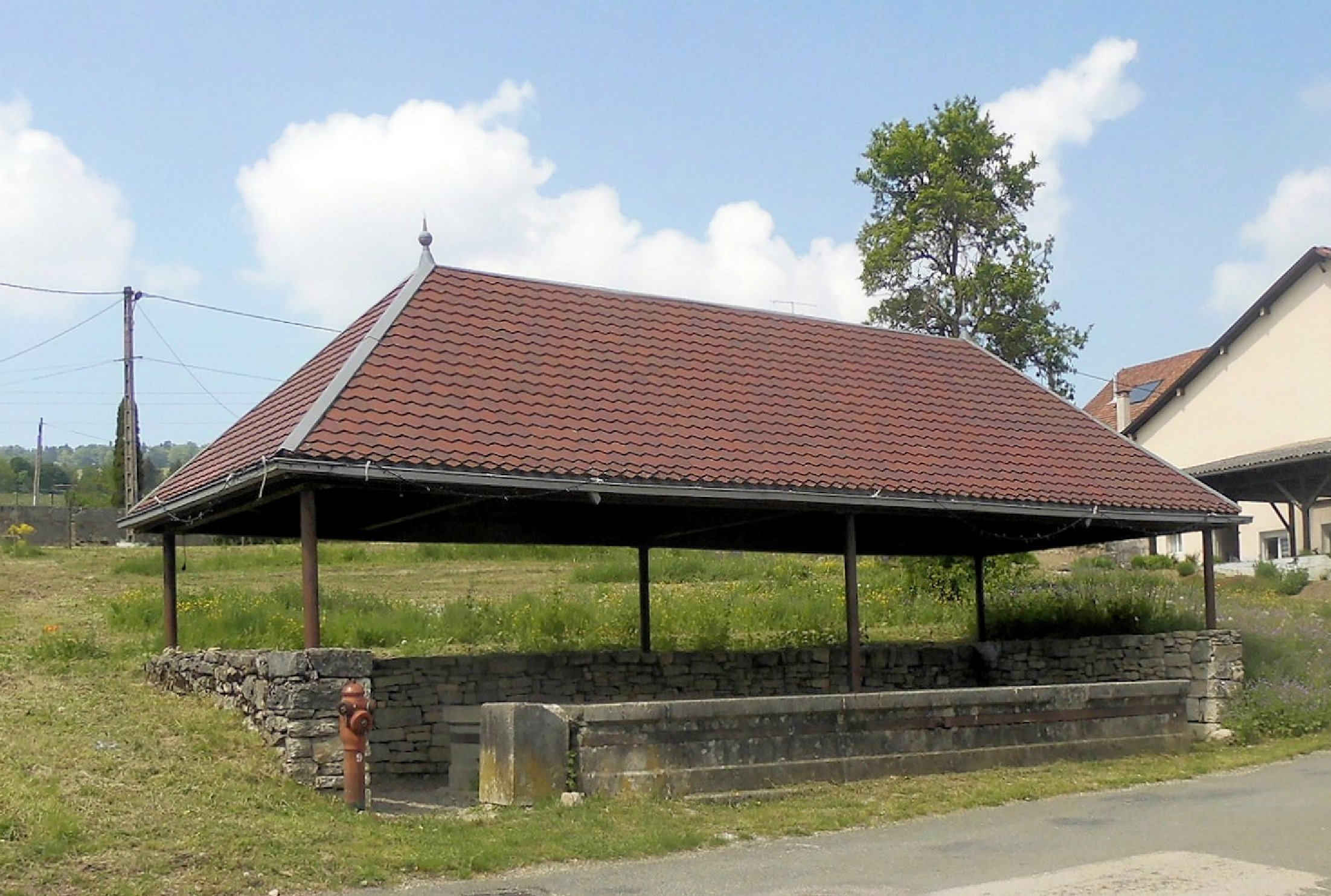
Lavoir

## Bevölkerung
| Jahr                       | 1962 | 1968 | 1975 | 1982 | 1990 | 1999 | 2016 |
| Einwohner                  | 371  | 304  | 242  | 225  | 195  | 196  | 251  |
| Quellen: Cassini und INSEE |      |      |      |      |      |      |      |

Mit 248 Einwohnern (Stand 1. Januar 2022) gehört Indevillers zu den kleinen Gemeinden des Départements Doubs. Nachdem die Einwohnerzahl in der ersten Hälfte des 20. Jahrhunderts markant abgenommen hatte (1886 wurden noch 708 Personen gezählt), wurden seit Beginn der 1990er Jahre nur noch relativ geringe Schwankungen verzeichnet.

## Wirtschaft und Infrastruktur
Indevillers war bis weit ins 20. Jahrhundert hinein ein vorwiegend durch die Landwirtschaft (Viehzucht und Milchwirtschaft) und die Forstwirtschaft geprägtes Dorf. Daneben gibt es heute einige Betriebe des lokalen Kleingewerbes, unter anderem eine Sägerei. Viele Erwerbstätige sind auch Wegpendler, die in den umliegenden größeren Ortschaften ihrer Arbeit nachgehen.
Die Ortschaft liegt abseits der größeren Durchgangsstraßen an einer Departementsstraße, die von Trévillers nach Burnevillers führt. Eine weitere Straßenverbindung besteht mit Courtefontaine.